# Margaret de Mar (31e comtesse de Mar)
Marguerite de Mar, 31e comtesse de Mar (née le 19 septembre 1940) est une pair et une femme politique écossaise. Elle est membre Crossbencher de la Chambre des lords de 1975 à 2020 et est l'un des 92 pairs héréditaires élus pour rester chez les Lords en 1999. Elle est Comte de Mar, le plus ancien titre de pairie au Royaume-Uni. Elle est la seule comtesse suo jure et est la seule femme pair héréditaire à la Chambre des lords de 2014 à 2020. Elle est également agricultrice et productrice de fromage de chèvre à Great Witley, Worcestershire.

## Jeunesse
Elle est née Margaret Alison Lane, la fille de Millicent Mary Salton et James Clifton Lane, plus tard James de Mar (30e comte de Mar) (en), l'héritier de Lionel Erskine-Young, 29e comte de Mar, son cousin (tous deux sont descendant d'une sœur de John Goodeve-Erskine, 27e comte de Mar).
Margaret a deux frères et sœurs plus jeunes : David de Mar, Maitre de Mar et Janet de Mar. En 1959, son père est officiellement reconnu dans le titre de Mar et à partir de cette année ses trois enfants sont également nommés de Mar, le nom Lane étant abandonné.

## Maîtresse de Mar
Lorsque le père de Margaret devient 30e comte de Mar en 1965, elle devient Lady Margaret de Mar et son frère devient le maître de Mar, Lord Garioch. À la mort de Lord Garioch en 1967, Margaret devient la maîtresse de Mar en tant qu'héritier présomptif de son père.

## Comtesse de Mar
Lorsqu'en 1975 son père, le 30e comte, meurt, Margaret devient la 31e titulaire du comté de Mar, le premier comté d'Écosse, et entre à la Chambre des lords  en prononçant son premier discours en avril 1976. Après l'adoption de la House of Lords Act 1999, Lady Mar est élue pour rester comme l'une des quatre-vingt-douze pairs héréditaires retenus à la Chambre, où elle siège en tant que crossbencher, ce qui signifie qu'elle n'est alignée avec aucun parti politique particulier. Elle prend sa retraite le 1er mai 2020.
Lady Mar est Vice-présidente des commissions de 1997 à 2007, Vice-présidente de la Chambre en 1999-2007, 2009-2012 et 2014-2020 et membre de la commission des Communautés européennes Sous-commission C (Environnement, santé publique et protection des consommateurs) en 1997-1999 et de la commission de l'Union européenne Sous-commission D (Environnement, agriculture, santé publique et protection des consommateurs / Environnement et agriculture) en 2001–2005.
Lady Mar est également membre du Comité mixte sur les instruments statutaires  membre du Lords Refreshment Committee, et membre du groupe de vice-présidents des comités. Lady Mar est également secrétaire du Groupe parlementaire multipartite sur les pesticides et les organophosphates .

## Maladie
À l'été 1989, alors qu'elle plongeait ses moutons dans un réservoir de produits chimiques organophosphorés, Lady Mar reçoit une éclaboussure de produits chimiques sur son pied et trois semaines plus tard, elle développe des maux de tête et des douleurs musculaires. On lui diagnostique finalement un Syndrome de fatigue chronique ,. Depuis lors, Lady Mar utilise son siège à la Chambre des lords presque exclusivement pour faire pression sur le gouvernement pour qu'il fournisse des soins et un soutien appropriés aux patients souffrant de problèmes de santé similaires à long terme et mal compris, et pour mieux réglementer l'utilisation des organophosphorés.
À la suite de sa maladie, Lady Mar fonde l'organisation Forward-ME pour coordonner les activités d'un assez large éventail d'organisations caritatives et bénévoles travaillant avec les patients atteints du syndrome de fatigue chronique, également connu sous le nom d'encéphalomyélite myalgique (EM).

## Famille
Lady Mar se marie trois fois : d'abord avec Edwin Noel Artiss, puis avec John Salton et enfin avec John Jenkin. Du premier mariage, elle a une fille : Susan Helen de Mar, Maîtresse de Mar (née en 1963), l'héritière présomptive de la pairie de sa mère. Lady Susan est mariée à Bruce Alexander Wyllie et a deux filles, Isabel et Frances.